# Theorien und Spekulationen zum Ort der Varusschlacht
Die Theorien und Spekulationen zum Ort der Varusschlacht sind in einer großen Zahl insbesondere seit Beginn des 16. Jahrhunderts entstanden, als die Tacitus-Werke Germania und Annales wiederentdeckt wurden.
Die Aktivitäten der Römer in Germanien reichten bis nach Mitteldeutschland. Nach den Überlieferungen verschiedener römischer Autoren fand die mehrtägige Varusschlacht im Jahre 9 n. Chr. in Norddeutschland statt, als die Armee von Varus von einem germanischen Heer unter der Führung von Arminius in einem Hinterhalt angegriffen wurde. Der Angriff endete mit einer Vernichtung dreier römischer Legionen.

## Übersicht

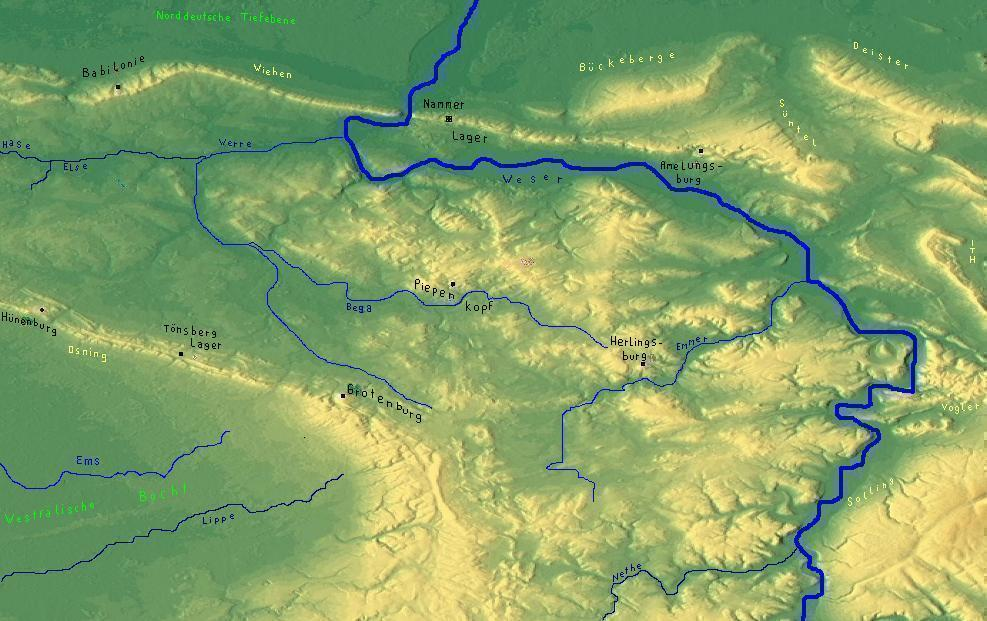
Wallburgen im Weserbogen (Babilonie, Dehmer Burg, Amelungsburg (Süntel), Grotenburg, Tönsberg Lager, Hünenburg, Herlingsburg, Piepenkopf).

Die Annahmen über den möglichen Ort der Schlacht orientieren sich im Wesentlichen an der Nennung von Orts- und Flussnamen sowie der Beschreibung der Topografie durch die antiken Schriftsteller, an Untersuchungen des damaligen Wegenetzes, an Flurnamen und an archäologischen Funden. Nur einige Annahmen sind wissenschaftlich begründete Theorien.
Der Prähistoriker und Provinzialrömische Archäologe Harald von Petrikovits bündelte die Vielzahl 1966 zu vier Einheiten:
- nach der Nordtheorie am nördlichen Rand von Wiehengebirge und Wesergebirge
- nach der Lippeschen Theorie in der östlichen Hälfte des Teutoburger Waldes oder zwischen diesem und der Weser
- nach der Münsterländer Theorie südlich des Teutoburger Waldes bei Beckum oder knapp östlich davon und
- nach der Südtheorie in dem Bergland südöstlich der Münsterländer Bucht.

Andere Forscher vermuten den Ort der Schlacht
- in der Nähe von Halberstadt am Harz
- in der Gegend von Hildesheim aufgrund des Hildesheimer Silberfundes
- im Tautenburger Wald bei Jena
- bei Varsseveld im niederländischen Achterhoek.

## Theorien und Spekulationen

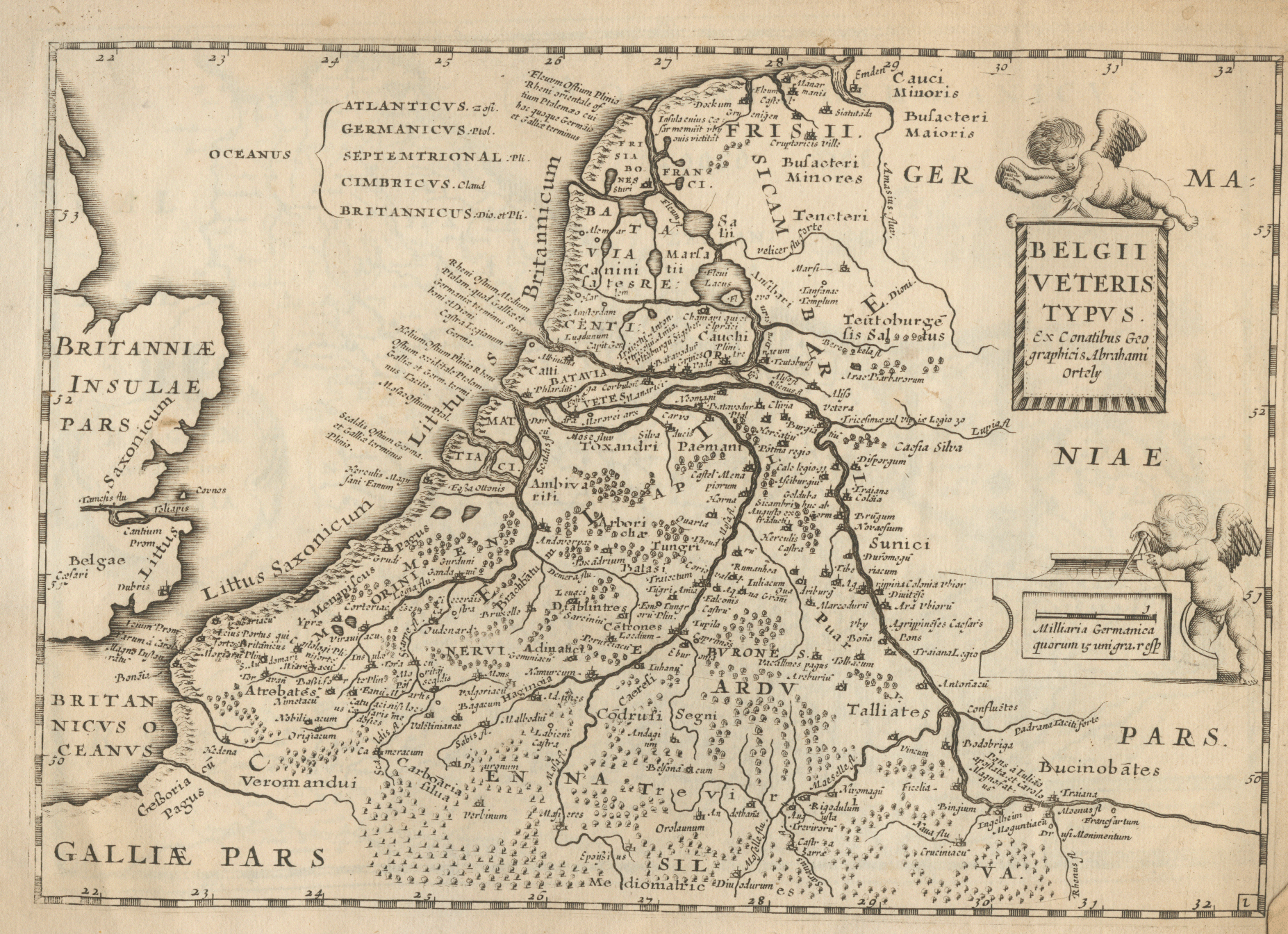
Belgii Veteris von Abraham Ortelius

Zu den mehreren hundert Theorien und Spekulationen zählen:
- Otto von Freising beschrieb im 12. Jahrhundert in seiner Chronica sive Historia ein Kampfgeschehen als Varusschlacht bei Augsburg. Er nahm unter anderem Bezug auf Orosius und eine Quelle namens Excerptum ex Gallica historia.[2]

- Theodor Engelhusen setzte 1434 den Schlachtort bei Mainz an.[2]

- Georg Spalatin, der 1535 die erste Biographie über Arminius verfasste, vermutete den Schlachtort in Duisburg.[3]

- Abraham Ortelius gab 1584 und 1587 seine Karten Belgii Veteris heraus. Auf ihnen befinden sich Teutoburg bei Doetinchem und der Teutoburger Wald östlich der IJssel. Das Kastell Aliso lokalisierte er am linken Isselufer.

- Johannes Cincinnius 1539 vermutete den Osning (den heutigen Teutoburger Wald) als Schlachtort.[4]

- Philipp Melanchthon tendierte 1559 zum Osning.

- der Paderborner Bischof Ferdinand von Fürstenberg vermutete 1669 den Osning.

- Friedrich Gottlieb Klopstock sah 1774 den Osning als Örtlichkeit an. Klopstock berief sich auf Funde von Waffen, Schädeln und Münzen mit den Bildnissen Caesars und Augustus.

- Justus Möser, Historiker, deutete den Ort der Varusschlacht bei Osnabrück-Voxtrup.[5]

- Wilhelm Tappe fand römische Grabhügel in der Region Paderborn und Lippe, die er auf einer Karte 1820 vorstellte.[6][7]

- Johann Carl Friedrich Petersen, Pfarrer aus Weitmar, sah 1823 den Verlauf der Schlacht bei Unna, Lütgendortmund und Bochum.[8]

- Theodor Mommsen sah 1885 die Gegend nördlich des Kalkrieser Bergs im Wiehengebirge aufgrund von Münzfunden als Schlachtort.[9] Der englische Hobbyarchäologe Tony Clunn fand im Jahr 1987 neben Münzen auch Wurfgeschosse.[10] Bei Ausgrabungen kamen auch Wälle zutage. Die zahlreichen Funde und Befunde machen den Ort zum Favoriten in den Diskussionen.

- Der Altphilologe Friedrich Knoke verortete die Schlacht in einem Waldstück in Bad Iburg, Landkreis Osnabrück.[11]

- Friedrich Köhler lokalisierte die Varusschlacht 1925 im Gebiet um das Almetal und das Möhnetal.[12] Den von den Legionen des Germanicus für die gefallenen Römer errichteten Grabhügel identifizierte er mit dem „Knochenberg“ bei Hemmern.

- Hermann Kreye vermutete 1930 den Schlachtort auf der rechten Seite der Weser.[13]

- Walther Pflug lokalisierte 1956 in seinem Buch „Media in Germania“[14] die Varusschlacht im Tautenburger Wald bei Jena. In den Ortsteilen Vesta und Goddula der Stadt Bad Dürrenberg vermutete er die Wälle des varianischen Lagers und den von den Legionen des Germanicus für die gefallenen Römer errichteten Grabhügel (Flurname „Leichenhügel“) – den archäologischen Nachweis konnte er nicht führen.

- Heinz Winter, Heimatforscher aus Bochum, kam 1979 zu dem Schluss, die Varusschlacht müsse an der mittleren Ruhr stattgefunden haben.[15]

- Georg Schumacher vermutete 1982 den Schlachtort in den Beckumer Bergen.[16]

- Wilhelm Leise analysierte die Marschrouten der Fußtruppen entlang der Wasserscheiden und kam 1986 zum Schluss, dass die Varusschlacht im Bereich der Briloner Hochfläche stattfand. Er konnte jedoch keine archäologischen Funde vorweisen.[17]

- Heinz Ritter-Schaumburg, Privatgelehrter, meinte, dass Cassius Dio bei Tacitus falsch abgeschrieben habe, denn den genauen Bericht über die Rückzugschlacht des Germanicus an den „Langen Brücken“ (Knüppeldamm) deutet Dio zur Varusschlacht um. Seiner Meinung nach, dabei beruft er sich auf Florus und Velleius, fand die Überrumpelung wahrscheinlich anlässlich der Geburtstagsfeier des Kaisers Augustus am 23. September im Hauptlager des Varus statt. Das Lager vermutete er in der weiteren Umgebung der Externsteine.[18]

- Peter Glüsing, ehemals Akademischer Oberrat am Institut für Ur- und Frühgeschichte der Westfälischen Wilhelms-Universität Münster, vermutet den Schlachtort im östlichen Westfalen.[19][20]

- Rolf Bökemeier, Hobbyarchäologe und pensionierter Oberstudienrat aus Stadthagen, lokalisierte die Schlacht im Raum bei Detmold.[21][22]

- Rainer Friebe, Architekt und Hobby-Archäologe, sah im römischen Amisia ein Lager bei Hameln und vermutete den Schlachtort in einer Distanz von maximal 100 km östlich. Er glaubte Funde in Zilly nahe Halberstadt dem Schlachtort zuordnen zu können.[23]
- Der Archäologe Stephan Berke lehnt numismatische Rückschlüsse zur Eingrenzung des Schlachtorts Kalkriese ab und verweist auf geografische und geostrategische Darstellungen in den Berichten der römischen Schreiber Cassius Dio und Tacitus, die eher gegen als für Kalkriese sprechen sollen.[24]

- Wilm Brepohl, stellvertretender Kulturdezernent des Landschaftsverbandes Westfalen-Lippe, stellte 2005 die Theorie auf, Varus habe mit einem Truppenaufmarsch ein Opferfest auf der Teutoburg, bei dem alle wehrfähigen Germanen versammelt waren, gestört und damit einen Eklat ausgelöst, der von Arminius vorausgesehen und ausgenutzt wurde. Er vermutete die Lösung in der Suche nach der hochrangigen Fundstätte auf einer noch zu suchenden Anhöhe.[25]

- Albert Bömer, Gastwirt und Geschichtsforscher, schrieb im Jahr 2006, dass sich die Varusschlacht im niederländischen Achterhoek zugetragen habe. Er setzte die Klever Landwehr mit den bei Paterculus und Tacitus erwähnten Limites gleich. Bei Römerrast vermutete er die Stelle, die Abraham Ortelius als Lager Aliso bezeichnete. Er zog Ortsbezeichnungen wie zum Beispiel Varsseveld im Deutsch-Niederländischen Grenzgebiet heran.[26]

- Peter Oppitz vermutete im Jahr 2006, dass sich die Varusschlacht in Paderborn ereignet habe.[27] Er behauptete, dass man Dio Cassius nicht ernst nehmen und dafür Velleius Paterculus, Tacitus und Florus an einigen Stellen anders übersetzen solle.

- Siegfried Schoppe, Christian Schoppe und Stephan Schoppe vermuteten 2014 das Schlachtfeld entlang des Tals der Werre von Detmold über Lage nach Bad Salzuflen.[28]

- Martin Hülsemann veröffentlichte 2015, dass die Varusschlacht zwischen der Paderborner Hochfläche und der Haarhöhe stattfand.[29] Er lokalisiert das römische Kastell Aliso auf dem Gebiet des heutigen Unna. Die Pontes longi lokalisiert er in der Wuppertaler Senke, den Angrivarierwall in der Kalkrieser-Niewedder Senke. 2019 legte er Fundstücke potenziell römischen Ursprungs vom Totengrund nördlich von Haaren vor.

- Annette Panhorst deutet Lupia als den Fluss Hase (lateinisch Lepia) und verortete 2017 die Kampfhandlungen zwischen Melle und Bad Essen, insbesondere dem Ortsteil Fledder von Osnabrück. Sie verweist auf den Versorgungsweg zwischen den Römerlagern Xanten und Minden, der ab dem Osnabrücker Hasetor entlang von Hase und Else bis ins Werretal, also quer durch den heutigen Grönegau, geführt habe.[30]

Im Jahre 2009 jährte sich die Schlacht zum zweitausendsten Mal. Die Feierlichkeiten dieses wichtigen Ereignisses in der Geschichte der Römer und Germanen fanden unter anderem im Lippischen Landesmuseum, Museum und Park Kalkriese und Römermuseum Haltern statt.